# Constance Money
Constance Money, pseudonimo di Susan Jensen (Lebanon, 30 novembre 1956), è un'ex attrice pornografica statunitense.

## Biografia
Partecipò ad alcuni film pornografici negli anni settanta ed ottanta durante la cosiddetta "Golden Age of Porn". È nota soprattutto per il ruolo di "Misty Beethoven" nel film per adulti A bocca piena (The Opening of Misty Beethoven) del 1976; altre sue partecipazioni di rilievo si ebbero nelle pellicole Barbara Broadcast e Blue Obsessions (Obsessed) del 1977, e in Brivido erotico (Maraschino Cherry) del 1978.
Sempre nel 1978, fu una delle prime attrici porno a comparire sulle pagine di Playboy. Nel 1998 è stata introdotta nella AVN Hall of Fame. Nel 2016 è stata ammessa anche nella XRCO Hall of Fame.

## Riconoscimenti
- AVN Awards
  - 1998 – Hall of Fame[8]

- XRCO Award
  - 2016 – Hall of Fame[9]

## Filmografia parziale
- Confessions of a Teenage Peanut Butter Freak, regia di Jerry Abrams (1975)
- A bocca piena (The Opening of Misty Beethoven), regia di Radley Metzger (con lo pseudonimo "Henry Paris") (1976)
- Lady in calore (The Joy of Letting Go), regia di John Gregory (1976)
- Blue Obsessions (Obsessed), regia di Martin & Martin (1977)
- Mary! Mary!, regia di Bernard Morris (1977)
- Barbara Broadcast, regia di Radley Metzger (con lo pseudonimo "Henry Paris") (1977)
- Brivido erotico (Maraschino Cherry), regia di Radley Metzger (con lo pseudonimo "Henry Paris") (1978)
- 10, regia di Blake Edwards (1979) - non accreditata